# بستر (زیست‌شناسی دریایی)
بستر جویبار (رسوب) ماده‌ای است که در کف یک جویبار قرار دارد. چندین راهنمای طبقه‌بندی وجود دارد. یکی اینکه:
گِل - سیلت و خاک رس.
ماسه - ذرات بین ۰٫۰۶ تا ۲ میلی‌متر در قطر.
گرانول - قطر بین ۲ تا ۴ میلی‌متر.
سنگ‌ریزه - قطر بین ۴ تا ۶۴ میلی‌متر.
قلوه‌سنگ - بین ۶٫۴ تا ۲۵٫۶ سانتی‌متر قطر دارد.
تخته‌سنگ - بیش از ۲۵٫۶ سانتی‌متر قطر دارد.
بستر جویبار می‌تواند بر زندگی موجود در زیستگاه رودخانه تأثیر بگذارد. نهرهای گل‌آلود معمولاً رسوب بیشتری در آب دارند و شفافیت را کاهش می‌دهند. شفافیت، یک راهنما برای سلامت جویبار است.
بسترهای دریایی را می‌توان از نظر زمین‌شناسی نیز طبقه‌بندی کرد. برای یک مرجع به گرین و همکاران، ۱۹۹۹ مراجعه کنید.
نرم‌تنان و صدف‌هایی که در مناطق دارای بستر زندگی می‌کنند و برای زنده ماندن به آنها نیاز دارند، از نخ‌های ابریشمی بیسوس خود برای چسبیدن به آن استفاده می‌کنند. برای مرجع به (Cteniodes Ales) صدف‌های سوهان‌دار مراجعه کنید.